# Onthophagus bicarinatus
Onthophagus bicarinatus är en skalbaggsart som beskrevs av Gomes Alves 1944. Onthophagus bicarinatus ingår i släktet Onthophagus och familjen bladhorningar. Inga underarter finns listade i Catalogue of Life.